# Michael Ziegler (advokat)
 Der er flere personer med dette navn, se Michael Ziegler.
Michael Ziegler er advokat og tidligere partner i advokatfirmaet Plesner hvor han var leder af forretningsområdet Insolvensret.
Han er en af landets førende eksperter i selskabsret og konkurser.
Ziegler er fast kurator ved Sø- og Handelsrettens skifteret og bistår ved økonomiske rekonstruktioner og ved behandling af konkursboer. Han fungerer desuden som bestyrelsesmedlem i en lang række danske selskaber. 
Ziegler er formentlig mest kendt som advokat for det nu opløste selskab IT Factory samt som personlig advokat for Stein Bagger og Asger Jensby.